# Суперкубок Фарерських островів з футболу
Суперку́бок Фаре́рських острові́в з футбо́лу — одноматчевий турнір, у якому грають володар кубка Фарерських островів і чемпіон попереднього сезону.
Турнір був заснований у 2007 році під назвою «Кубок Лева» (англ. «Lions Cup») від назви благодійної організації. Усі доходи від матчу йдуть на благочинність .

## Фінали
| Рік  | Переможець   | Рахунок        | Фіналіст     |
| ---- | ------------ | -------------- | ------------ |
| 2007 | Б36 Торсгавн | 1-1 (пен. 5-3) | ГБ Торсгавн  |
| 2008 | НСІ Рунавік  | 4-0            | ЕБ/Стреймур  |
| 2009 | ГБ Торсгавн  | 3-1            | ЕБ/Стреймур  |
| 2010 | ГБ Торсгавн  | 2-1            | Вікінгур     |
| 2011 | ЕБ/Стреймур  | 2-0            | ГБ Торсгавн  |
| 2012 | ЕБ/Стреймур  | 2-1            | Б36 Торсгавн |
| 2013 | ЕБ/Стреймур  | 1-0            | Вікінгур     |
| 2014 | Вікінгур     | 2-1            | ГБ Торсгавн  |
| 2015 | Вікінгур     | 3-3 (пен. 5-3) | Б36 Торсгавн |
| 2016 | Вікінгур     | 1-0            | Б36 Торсгавн |
| 2017 | Вікінгур     | 2-1            | Клаксвік     |
| 2018 | Вікінгур     | 1-1 (пен. 3-2) | НСІ Рунавік  |
| 2019 | ГБ Торсгавн  | 1-0            | Б36 Торсгавн |
| 2020 | Клаксвік     | 1-1 (пен. 5-4) | ГБ Торсгавн  |
| 2021 | ГБ Торсгавн  | 3-1            | НСІ Рунавік  |
| 2022 | Клаксвік     | 3-1            | Б36 Торсгавн |
| 2023 | Клаксвік     | 0-0 (пен. 6-5) | Вікінгур     |
| 2024 | ГБ Торсгавн  | 3-2            | Клаксвік     |
| 2025 | ГБ Торсгавн  | 2-0            | Вікінгур     |